# Сеносьян, Хавьер
Хавьер Сеносьян (исп. Javier Senosiain; род. 1948, Мехико) — мексиканский архитектор, известный представитель стиля органическая архитектура. Профессор архитектуры Национального автономного университета (НАУ).

## Биография

### Ранние годы
Хавьер Сеносьян родился в Мехико в 1948 году в семье среднего класса. Будучи начинающим художником, он был очень вовлечен в маленькое художественное сообщество своего города.

### Карьера
Архитектурные творения Хавьера Сеносьяна вызвали как похвалы, так и споры. Например, дом в Виста-дель-Валье, к северу от Мехико, расположен на холме с видом на город и выполнен в форме акулы. Это железобетонная конструкция, покрытая полиуретановой и УФ-устойчивой эластомерной гидроизоляцией. Внутри он представляет собой сложный лабиринт комнат и соединенных сетью покрытых ковровами туннелей.
По собственному признанию, на его творчество оказали влияние Фрэнк Ллойд Райт, Фриденсрайх Хундертвассер и Антони Гауди. Сеносьян однажды заметил, что «человек не должен отрываться от своих первобытных побуждений, от своего биологического естества. Он должен помнить, что он происходит из природного начала и что поиск его обители не должен отделяться от его корней; то есть он не должен делать свою среду обитания неестественной». Для строительства своих органических зданий он использует такие материалы, как камень, раковины, дерево, целлюлозу, минеральное волокно, джинсу, переработанную газетную бумагу и многие другие.

## Работы
- Каса Органика дом (исп. Casa OrgánicaNaucalpan, шт. Мехико 1985) — органический дом был построен для семьи в Naucalpan, штат Мехико[3].
- Nautilus (штат Мексика, 2007) — дом в форме наутилуса[4].
- Каса Амиба (исп. Casa Amiba, Иту, Сан-Паулу, 2013) — этот дом в Бразилии стал его третьим немексиканским зданием[5].